# San Juan Clipper
Die San Juan Clipper ist ein Katamaran des US-amerikanischen Unternehmens FRS Clipper. Das zur FRS-Gruppe gehörende Unternehmen setzt das Schiff als Fähre und für Ausflüge ab Seattle ein.

## Geschichte
Das Schiff wurde unter der Baunummer 272 auf der Werft Gladding-Hearn Shipbuilding in Somerset im US-Bundesstaat Massachusetts für die Reederei Catalina Channel Express gebaut. Das auf einem Incat-Design basierende Schiff wurde am 15. August 1990 abgeliefert und kam als Audubon Express in Fahrt. Es wurde zunächst von der New Orleans Steamboat Company auf dem Mississippi zwischen dem Aquarium of the Americas und dem Audubon Zoo in New Orleans eingesetzt.
1991 kam das Schiff zu Clipper Navigation in Seattle und wurde in Victoria Clipper III umbenannt. Im Zuge der Übernahme von Clipper Navigation durch die Förde Reederei Seetouristik im Jahr 2016 wurde das Schiff in San Juan Clipper umbenannt. Es verkehrt zwischen Seattle und Friday Harbor auf San Juan Island. Es wird auch für Tagestouren zur Walbeobachtung vermarktet.

## Technische Daten und Ausstattung
Das Schiff wird von zwei Sechzehnzylinder-Dieselmotoren des Motorenherstellers General Motors (Typ: 16V149TI) mit jeweils 1600 PS Leistung angetrieben. Die Motoren wirken über Untersetzungsgetriebe auf zwei KaMeWa-Wasserstrahlantriebe. Für die Stromversorgung stehen zwei von John-Deere-Dieselmotoren mit jeweils 65 kW Leistung angetriebene Stamford-Generatoren zur Verfügung. Jeweils einer der Antriebsmotoren und der Dieselgeneratoren sind in Maschinenräumen in den beiden Rümpfen untergebracht. 
Rumpf und Aufbauten sind aus Aluminium gefertigt. Das Schiff verfügt über drei Passagierdecks mit Sitzgelegenheiten. Das oberste Deck ist ein Sonnendeck. An Bord befinden sich ein Imbiss und Souvenirladen. Die Passagierkapazität beträgt 200 Personen. Während des Einsatzes des Schiffes als Audubon Express auf dem Mississippi war die Passagierkapazität mit 360 Personen angegeben.